# Georg Unland
Georg Unland, né le 14 novembre 1953 à Bocholt, est un universitaire et homme politique allemand membre de l'Union chrétienne-démocrate d'Allemagne (CDU).
Il devient recteur de l'école des mines de Freiberg en 2000, et préside la conférence régionale de l'enseignement supérieur du Land de Saxe de 2003 à 2007. Entre 2008 et 2017, il est ministre régional des Finances.

## Éléments personnels

### Formation et carrière
Après avoir passé son Abitur en 1972, il suit des études supérieures de génie mécanique à l'université de technologie de Darmstadt, où il obtient quatre ans plus tard un diplôme d'ingénieur. En 1980, il reçoit un doctorat de génie mécanique et commence alors à travailler chez Krupp Polysius AG, terminant sa carrière en 1993, au poste de directeur général.
Cette année-là, il est engagé par l'école des mines de Freiberg, où il devient professeur de génie mécanique. Il est désigné recteur de l'école le 1er avril 2000, et, à ce titre, préside la conférence régionale de l'enseignement supérieur du Land de Saxe en mars 2003 et août 2007. Il renonce à la direction de l'école des mines en 2008.

### Vie privée
Marié, il est père de quatre enfants.

## Vie politique
Le 18 juin 2008, Georg Unland, bien qu'indépendant, est nommé ministre régional des Finances du Land de Saxe dans la grande coalition dirigée par son prédécesseur et nouveau Ministre-président chrétien-démocrate, Stanislaw Tillich. À la suite des élections régionales du 30 août 2009, il est reconduit dans le cadre d'une coalition noire-jaune, et adhère à la CDU en janvier 2010.